# 팬 편집
팬 편집(Fan edit)은 원본 자료에 대한 새로운 해석을 만들기 위해 자료를 제거, 재정렬 또는 추가하는 시청자가 수정한 영화 버전이다. 여기에는 장면이나 대화 제거, 오디오 및 시각적 요소 교체, 삭제된 장면이나 다른 영화와 같은 소스의 자료 추가가 포함된다.

## 정의
가장 일반적인 형태의 팬 편집은 영화의 감독판(확장 컷)을 만들 때 전문 편집자가 수행하는 작업과 유사하지만 팬 편집은 일반적으로 영화의 공식 홈 비디오 출시를 통해 대중에게 이미 공개된 영상으로 제한된다. 영화 스튜디오에서 일하는 전문 편집자는 점점 더 높은 품질의 영상과 요소에 액세스할 수 있다. 영화를 재편집하는 것 외에도 일부 팬 편집에는 스타워즈 원본 복원을 목표로 하는 스타워즈 팬 복원 하미스 디스페셜라이즈드 에디션(Harmy's Despecialized Edition)과 같이 영화 내 일관성을 유지하거나 복원하는 색상이나 프레임과 같은 기본적인 수정 기능이 포함되어 있다. 스페셜 에디션 이전의 원래 형태로 삼부작을 만들었다. Cosmogony, Bateman Begins: An American Psycho 및 Memories Alone 등의 다른 유형의 팬 편집은 다양한 영화의 영상을 완전히 다른 작품으로 병합한다. 많은 팬 편집이 원본 영화의 약점에 대한 반동적인 것으로 간주되는 반면 캔자스 대학교의 한 영화 학자는 이러한 편집을 통해 팬들이 단순히 그러한 작품을 수정하려고 시도하는 대신 영화를 창의적으로 재구성할 수 있다고 주장했다.